# التصنيف الكيميائي للأصبغة
التصنيف الكيميائي للأصبغة:
ملاحظة: في هذه المقالة ترجمت (colorant) بالملونات و(Dye) بالأصبغة، وهناك فرق. فالملونات هو مصطلح قياسي للمواد الحاملة للون بما فيها الأصبغة، وcolour lakes، والخضب، إلخ.
1. الملونات الآزوية (بالإنجليزية: Azo colorants)‏: إن وجود زمرة[ ؟ ] واحدة أو أكثر من الآزو (-N=N-)، المترافق عادة مع الزمرة المصباغية (-OH و-NH)، يعتبر سمة هذا الصنف من الملونات. نصف الأصبغة الآزوية التجارية على الأقل والتي تنتمي إلى التصنيف الفرعي الأصبغة الآزوية الأحادية تتضمن زمرة واحدة فقط من الآزو في الجزيء. الأصبغة الآزوية الثنائية والثلاثية تعتبر مفضلة في الأصبغة المباشرة لكي تعطي إلفة أعلى للألياف السيليلوزية.[2]
2. أصبغة الثيازول (بالإنجليزية: Thiazole dyes)‏: (الثيازول: هي حلقة كيميائية خماسية تحتوي الكبريت والآزوت) تنتج ميزة توليد اللون لهذا الصنف من حلقة الثيازول نفسها، مشكّلة عادة جزءًا من زمرة 2-فينول بنزو ثيازول. تحسّن حلقة الثيازول من الألفة[ ؟ ] للألياف السيليلوزية ولذلك نجدها مدمجة في بعض أصبغة الأحواض المكبرتة وذات الأنثراكينون.[2]
3. أصبغة ستيلبين والمبيضات الفلورية (بالإنجليزية: Stilbene dyes and fluorescent brighteners)‏: أصبغة ستيلبين هي مزيج من بنى غير محددة تشبه الأصبغة المباشرة عديدة الآزو في خصائص استخدامها. مولدات اللون هي زمرة الآزو أو أزوكسي ستيلبين. أغلب هذه الأصبغة هي أصبغة مباشرة صفراء أو بنية تستخدم للألياف السيليلوزية والجلود. 75% من المبيضات البصرية تنتمي إلى هذا الصنف.[2]
4. ملونات الأنثراكينون (بالإنجليزية: Anthraquinone colorants)‏: خصائص توليد اللون لهذا الصنف تنتج حصرًا من الأنثراكينون نفسه، ولكن مصطلح شبيه الأنثراكينون (anthraquinonoid) يتسع غالبًا، في فهرس الألوان وفي غيره، ليتضمن بنى الكينون عديدة الحلقات الأخرى. وتصنع غالبًا من مشتقات الأنثراكينون، وأغلبهم ملون بقوة حتى في غياب المصباغ.[2]
5. الملونات النيلانية (بالإنجليزية: Indigoid colorants)‏: تراجع هذا الصنف الرئيسي من خضب وأصبغة الأحواض بشكل ملحوظ في الأهمية نسبة إلى مشتقات الإنثراكينون. قد تكون النيلة المستخرجة من المنابع الطبيعية هي الدافع الحاسم لتطوير صناعة الأصبغة الاصطناعية. في أصبغة النيلة والثيو نيلة يكون نظام توليد اللون متناظرًا. وهذه الأصبغة يمكن أن توجد بشكلين، المقرون (cis) والمفروق (trans)، والشكل الأخير يكون أكثر استقرارًا ويسيطر على الحالة الصلبة.[2]
6. خضب الكيناكريدون (بالإنجليزية: Quinacridone pigments)‏: مولد اللون هذا يذكرنا بأصناف النيلة والأنثراكينون ولكنه لا يعطي أصبغة الأحواض مفيدة. الخضب الحمراء المزرقة من هذا الصنف مهمة جدًا خصوصًا في ألوان البنفسجي والقرمزي.[2]
7. أصبغة بنزو ثنائي الفورانون (بالإنجليزية: Benzodifuranone dyes)‏: جاء اكتشاف مولد اللون بنزو ثنائي الفورانون في عام 1979 نتيجة أبحاث ICI:Imperial Chemical Industries واستخدامه في الأصبغة المشتتة الحمراء للألياف البوليستر من أجل إيجاد مولد لوني ذو قيمة لونية عالية، وبراق وذو إلفة جيدة للتغلب على الضعف النسبي لأصبغة الإنثراكينون واللون الباهت لبديلاتها أحادية الأزو في الأصبغة المشتتة الحمراء.[2]
8. أصبغة الكينوفثالون (بالإنجليزية: Quinophthalone dyes)‏: إن تسمية هذا الصنف البنيوي بالكينولين في فهرس الألوان ليس نموذجي لأن مشتقات الكينولين تأخذ جزءًا مهمًا في أصناف أخرى. هذا الصنف بدقة أكبر يتعامل مع الكيونفثالون حيث خاصية توليد اللون تأتي من تكثيف مشتقات الكينولين مع الفثاليك الخالي من الماء (Phthalic anhydride). هذا الصنف الصغير من المركبات الصفراء تستخدم في الأصبغة المشتتة والحمضية والقلوية والمذيب.[2]
9. أصبغة أمينو كيتون وهيدروكسي كيتون (بالإنجليزية: Aminoketone and hydroxyketone dyes)‏: هذه المجموعة الصغيرة من مشتقات هيدروكسي كينون، وأريل أمينو كينون، وأمينو فثاليميد تتضمن أصبغة قليلة لبعض التطبيقات، وبشكل أساسي الأصبغة المشتتة الصفراء وأصبغة الحلة البنية المحمرة، ولكن يوجد بدائل أهم متوفرة في الأصناف الكيميائية الرئيسية.[2]
10. ملونات فثالوسيانين (بالإنجليزية: Phthalocyanine colorants)‏: تعتمد الخضب والأصبغة التفاعلية بشكل خاص على هذا الصنف الكيميائي، ولكن يوجد أمثلة عنها في جميع الأنواع الأخرى من الأصبغة ماعدا الأصبغة المشتتة. حديثا جدًا، وبسبب بنيتها الجزيئية المعقدة وقدرتها العالية على نقل الإلكترونات، فقد استخدمت مشتقات الفثالوسيانين بشكل متزايد في تطبيقات أخرى غير التلوينية مثل المواد المحفزة، والمسجلة ضوئيًا (optical recording)، والناقلة ضوئيًا، والحساسات الكيميائية، والمعالجة بالديناميكا الضوئية (photodynamic therapy).[2]
11. أصبغة فورمازان (بالإنجليزية: Formazan dyes)‏: هذا الصنف الصغير من أصبغة معقد النحاس ساهمت حديثا بشكل كبير في رفد عائلة الأصبغة التفاعلية والأصبغة الحمضية.[2]
12. ملونات السيانين (بالإنجليزية: Cyanine colorants)‏: الأصبغة في هذا الصنف، تصنف في فهرس الألوان باسم ميثين وبولي ميثين، وتتصف باحتوائها على نظام مترافق خلال زمرة ميثين (-CH=) واحدة أو أكثر منتهية بذرات متغايرة الحلقة (heterocyclic atoms). أهم استخدام لأصبغة السيانين هو في حساسات التصوير الضوئي. العديد من مركبات المثين والمعدة لاستخدامات النسيج هي أصبغة قلوية حمراء أو صفراء.[2]
13. ملونات النترو والنتروزو (بالإنجليزية: Nitro and nitroso colorants)‏: تظهر أصبغة هذا الصنف تماثل في التركيب بنزينوئيد-كينونئيد وبتعلق لونها بشكل أساسي بالشكل 0-كينونئيد، باعتبار أنه يمكن جعله مستقرًا بالروابط الهيدروجينية.[2]
14. ملونات ثنائي فينيل الميثان وثلاثي أريل الميثان (بالإنجليزية: Diphenylmethane and triarylmethane colorants)‏: بالرغم من معاملتها كأصناف منفصلة في فهرس الألوان، فإن هذه الأنماط البنيوية مترابطة إلى حد بعيد، وبعض أصبغة ثنائي فينيل الميثان قليلة الأهمية العملية في الوقت الحالي. الاستخدام التجاري لخضب وأصبغة ثلاثي أريل الميثان انحدر أيضًا بشكل معتبر بالمقارنة مع الأصناف الكيميائية الأخرى. وهذه الأصبغة تساهم بشكل ملحوظ في الأصبغة الحمضية والقلوية والمذيبات والمرسخة، وخصوصًا في الأصبغة البنفسجية، والزرقاء، والخضراء.[2]
15. ملونات الزانثين (بالإنجليزية: Xanthene colorants)‏: مولد اللون الزانثين مترابط بنيويًا مع أصبغة ثلاثي أريل الميثان، حيث تترابط نواتي الأريل بذرتي أوكسجين لتشكل حلقة بيرون. كما تتواجد زمر طرفية عادة مثل الأمينو، والهيدروكسي، أو كلتيهما. صنف أصبغة الزانثين تساهم بشكل رئيسي في الأصبغة الحمضية والقلوية والمرسخات والمذيبات، ولكن يوجد انحدار بطيء في أهميتها التجارية.[2]
16. أصبغة أكريدين (بالإنجليزية: Acridine dyes)‏: يمكن النظر إلى مشتقات الأكريدين على أنها من أقارب صنف أصبغة ثنائي فينيل الميثان حيث ترتبط نواتي بنزين بالنتروجين لتشكل حلقة بيريدين. عدم أهمية هذا الصنف يذكرنا بقريبه، ولكنها استخدمت بشكل أساسي سابقا كأصبغة قلوية صفراء وبرتقالية.[2]
17. ملونات آزين، أوكسازين، ثيازين (بالإنجليزية: Azine, oxazine and thiazine colorants)‏: هذه الأصناف الثلاثة تعامل بشكل منفصل في فهرس الألوان ولكن من المفيد مقارنتهم بالنظر إلى تشابه بناهم. تختلف مولدات اللون الخاصة بكل صنف فقط في الوصلة الجسرية في حلقات البيرازين (C4H4N2)، الاوكسازين (C4H4N+OX-)، الثيازين (C4H4NS+Cl-) المركزية.[2]
18. أصبغة إندامين، وإندوفينول، ولاكتون (بالإنجليزية: Indamine, indophenol and lactone dyes)‏: هذه الأصناف الكيميائية الثلاثة الموجودة في فهرس الألوان لم تعد لها أي أهمية تجارية. ونذكرها هنا لشبهها بالأصبغة كينونئيد والكيتون المذكورة أعلاه.[2]